# Нене (футболист, 1995)
Руй Филипе Кунья Коррея (порт. Rui Filipe Cunha Correia; род. 10 июня 1995, Санта-Круш-да-Грасиоза), более известный как Нене (порт. Nené) — португальский футболист, полузащитник китайского «Юньнань Юкунь».

## Биография
Нене родился 10 июля 1995 года в португальском муниципалитете Санта-Круш-да-Грасиоза.
Занимался футболом в «Спортинге Гуадалупи» (2003—2006, 2009—2012), «Синтренси» (2006—2008) и «Браге» (2012—2014).
Играет на позиции полузащитника. Первые два года карьеры провёл в «Браге Б» во второй лиге: в сезоне-2014/15 сыграл 13 матчей, в сезоне-2015/16 — 9 матчей.
В 2014 году провёл 3 матча за сборную Португалии среди игроков до 19 лет.
В сезоне-2016/17 был отдан в аренду «Монталегри», провёл 30 поединков в третьем эшелоне (чемпионате Португалии) и забил 7 мячей.
Следующие два года провёл на том же уровне в «Фафи». В сезоне-2017/18 сыграл 23 матча, забил 5 голов, в сезоне-2018/19 провёл 33 встречи, забил 7 мячей.
В 2019 году перешёл в «Санта-Клару», в составе которой дебютировал в португальской премьер-лиге. В сезоне-2019/20 сыграл 18 матчей, в сезоне-2020/21 — 25 матчей, в сезоне-2021/22 — 26 матчей. Кроме того, в сезоне-2021/22 провёл 4 матча в Лиге конференций.
В 2022 году перебрался в польскую «Ягеллонию». В сезоне-2022/23 сыграл 30 матчей, забил 5 мячей в чемпионате Польши. В сезоне-2023/24 завоевал золото чемпионата, сыграв 33 поединка и забил 9 голов. По итогам декабря 2023 года был признан лучшим футболистом месяца в чемпионате страны, а по итогам сезона был включён в символическую сборную турнира по версии Польского союза футболистов.
В сезоне-2024/25 сыграл 13 матчей в чемпионате Польши, забил 3 мяча. Кроме того, поучаствовал в поединках всех трёх еврокубков: 4 игры в Лиге чемпионов, 2 — в Лиге Европы, 5 — в Лиге конференций.
В январе 2025 года перебрался в китайский «Юньнань Юкунь».

## Достижения

### Командные
«Ягеллония»
- Чемпион Польши (1): 2023/24.